# Eerste divisie 1956/57
Het seizoen 1956/57 van de Eerste divisie was de eerste editie van deze competitie, de op een na hoogste voetbalcompetitie in Nederland. De competitie was samengesteld uit de nummers 10 t/m 18 van de Hoofdklassen A en B van het seizoen 1955/56 en de beste 14 clubs uit de Eerste Klasse van 1955/56. De divisie was onderverdeeld in de Eerste divisie A en Eerste divisie B.

## Deelnemende clubs
- Eerste divisie A
- ADO
- Alkmaar '54
- DWS
- Emma
- De Graafschap
- Haarlem
- Helmondia '55
- HVC
- KFC
- Limburgia
- Roda Sport
- SVV
- De Volewijckers
- VSV
- Wageningen
- Xerxes

- Eerste divisie B
- AGOVV
- Blauw-Wit
- D.F.C.
- EBOH
- EDO
- Excelsior
- Fortuna
- Helmond
- Hermes DVS
- RCH
- Rigtersbleek
- SHS
- Sittardia
- Stormvogels
- Vitesse
- Volendam

## Eerste divisie A

### Deelnemende teams
| Club            | Plaats           | Accommodatie       | Capaciteit | Trainer             |
| --------------- | ---------------- | ------------------ | ---------- | ------------------- |
| ADO             | Den Haag         | Zuiderparkstadion  | 29.000     | Rinus Loof          |
| Alkmaar '54     | Alkmaar          | Alkmaarderhout     | 20.000     | Kick Smit           |
| DWS             | Amsterdam        | Olympisch Stadion  | 65.000     | Toon Bruins Slot    |
| De Volewijckers | Amsterdam        | Mosveld            | 15.000     | Evert Teunissen     |
| De Graafschap   | Doetinchem       | De Vijverberg      | 12.500     | Jan Poulus          |
| Emma            | Dordrecht        | Reeweg             | 12.000     | Piet de Wolf        |
| Haarlem         | Haarlem          | Jan Gijzenkade     | 14.500     | Wim Roosen          |
| Helmondia '55   | Helmond          | De Braak           | 12.000     | Piet van der Sluijs |
| HVC             | Amersfoort       | Birkhoven          | 10.000     | Bas Paauwe          |
| KFC             | Koog aan de Zaan | Breestraat         | 10.000     | Wim Blokland        |
| Limburgia       | Brunssum         | Venweg             | 15.500     | Kees van Dijke      |
| Roda Sport      | Kerkrade         | Jonkerbergstraat   | 10.000     | Nic Heijenrath      |
| SVV             | Schiedam         | Frankelandsedijk   | 15.000     | Toon van den Enden  |
| VSV             | Velsen           | Schoonenberg       | 18.000     | Jan de Bouter       |
| Wageningen      | Wageningen       | De Wageningse Berg | 16.000     | Bob Moll            |
| Xerxes          | Rotterdam        | Xerxesweg          | 10.000     | Jan van Buijtenen   |

### Eindstand
| pos | club            | gs | w  | g  | v  | pnt | dv | dt | ds  |
| --- | --------------- | -- | -- | -- | -- | --- | -- | -- | --- |
| 1.  | ADO             | 30 | 20 | 7  | 3  | 47  | 89 | 35 | 54  |
| 2.  | Alkmaar '54     | 30 | 15 | 8  | 7  | 38  | 75 | 52 | 23  |
| 3.  | Limburgia       | 30 | 13 | 11 | 6  | 37  | 50 | 37 | 13  |
| 4.  | Xerxes          | 30 | 14 | 9  | 7  | 37  | 57 | 46 | 11  |
| 5.  | SVV             | 30 | 14 | 7  | 9  | 35  | 60 | 46 | 14  |
| 6.  | HVC             | 30 | 13 | 8  | 9  | 34  | 70 | 62 | 8   |
| 7.  | Helmondia '55   | 30 | 11 | 10 | 9  | 32  | 45 | 50 | -5  |
| 8.  | Haarlem         | 30 | 9  | 12 | 9  | 30  | 54 | 47 | 7   |
| 9.  | VSV             | 30 | 11 | 8  | 11 | 30  | 44 | 45 | -1  |
| 10. | De Graafschap   | 30 | 8  | 11 | 11 | 27  | 44 | 55 | -11 |
| 11. | Wageningen      | 30 | 8  | 10 | 12 | 26  | 55 | 60 | -5  |
| 12. | Roda Sport      | 30 | 10 | 6  | 14 | 26  | 48 | 60 | -12 |
| 13. | KFC             | 30 | 10 | 5  | 15 | 25  | 56 | 64 | -8  |
| 14. | De Volewijckers | 30 | 9  | 7  | 14 | 25  | 52 | 64 | -12 |
| 15. | DWS             | 30 | 6  | 9  | 15 | 21  | 37 | 63 | -26 |
| 16. | Emma            | 30 | 2  | 6  | 22 | 10  | 30 | 80 | -50 |

### Legenda
| Kleur | Kwalificatie voor                 |
| ----- | --------------------------------- |
|       | Promotie naar de Eredivisie       |
|       | Degradatie naar de Tweede divisie |

### Uitslagen
|                 | ADO   | ALK   | DWS   | EMA    | GRA   | HFC   | H55   | HVC   | KFC   | LIM   | RSP   | SVV   | VWK   | VSV   | WAG   | XER   |
| --------------- | ----- | ----- | ----- | ------ | ----- | ----- | ----- | ----- | ----- | ----- | ----- | ----- | ----- | ----- | ----- | ----- |
| ADO             |       | 3 – 1 | 3 – 0 | 10 – 0 | 3 – 0 | 2 – 2 | 0 – 0 | 6 – 1 | 5 – 0 | 1 – 0 | 2 – 2 | 2 – 2 | 5 – 1 | 3 – 0 | 3 – 1 | 2 – 2 |
| Alkmaar '54     | 0 – 3 |       | 2 – 2 | 2 – 0  | 5 – 2 | 3 – 2 | 1 – 0 | 4 – 2 | 2 – 2 | 5 – 1 | 5 – 2 | 2 – 4 | 4 – 3 | 1 – 2 | 1 – 1 | 5 – 1 |
| DWS             | 1 – 5 | 1 – 1 |       | 3 – 1  | 1 – 1 | 2 – 2 | 2 – 5 | 1 – 2 | 3 – 2 | 1 – 1 | 3 – 1 | 1 – 4 | 1 – 2 | 1 – 3 | 0 – 2 | 1 – 4 |
| Emma            | 1 – 2 | 2 – 4 | 3 – 3 |        | 1 – 2 | 0 – 3 | 0 – 1 | 1 – 6 | 1 – 4 | 0 – 2 | 2 – 2 | 2 – 3 | 3 – 1 | 0 – 0 | 5 – 1 | 1 – 2 |
| De Graafschap   | 6 – 4 | 3 – 2 | 1 – 3 | 1 – 1  |       | 3 – 2 | 6 – 1 | 1 – 5 | 1 – 1 | 1 – 1 | 2 – 0 | 0 – 2 | 0 – 0 | 1 – 1 | 1 – 1 | 1 – 1 |
| Haarlem         | 1 – 5 | 1 – 1 | 3 – 0 | 3 – 1  | 1 – 0 |       | 1 – 2 | 1 – 4 | 1 – 1 | 3 – 3 | 5 – 1 | 2 – 2 | 1 – 4 | 0 – 0 | 4 – 0 | 0 – 1 |
| Helmondia '55   | 1 – 1 | 1 – 0 | 0 – 1 | 2 – 1  | 1 – 1 | 2 – 2 |       | 1 – 0 | 3 – 0 | 2 – 2 | 2 – 2 | 1 – 2 | 3 – 2 | 0 – 0 | 2 – 1 | 1 – 6 |
| HVC             | 1 – 3 | 3 – 1 | 3 – 0 | 1 – 1  | 1 – 1 | 1 – 1 | 6 – 5 |       | 3 – 2 | 3 – 1 | 3 – 2 | 3 – 1 | 4 – 2 | 1 – 5 | 1 – 3 | 1 – 1 |
| KFC             | 0 – 1 | 1 – 3 | 3 – 1 | 3 – 1  | 6 – 2 | 1 – 3 | 2 – 3 | 4 – 2 |       | 1 – 2 | 2 – 1 | 1 – 2 | 1 – 2 | 0 – 1 | 2 – 0 | 2 – 2 |
| Limburgia       | 1 – 3 | 1 – 1 | 1 – 1 | 2 – 0  | 1 – 0 | 1 – 1 | 1 – 1 | 3 – 2 | 4 – 1 |       | 4 – 1 | 1 – 0 | 3 – 1 | 6 – 0 | 0 – 0 | 1 – 4 |
| Roda Sport      | 0 – 1 | 0 – 3 | 1 – 0 | 3 – 1  | 3 – 0 | 1 – 0 | 1 – 1 | 3 – 2 | 1 – 2 | 0 – 1 |       | 3 – 2 | 4 – 3 | 2 – 2 | 2 – 1 | 2 – 0 |
| SVV             | 3 – 4 | 4 – 5 | 1 – 0 | 6 – 0  | 2 – 1 | 0 – 0 | 2 – 1 | 1 – 1 | 1 – 2 | 2 – 1 | 3 – 2 |       | 1 – 2 | 2 – 0 | 2 – 3 | 3 – 2 |
| De Volewijckers | 3 – 3 | 1 – 4 | 1 – 1 | 3 – 0  | 0 – 1 | 2 – 2 | 3 – 0 | 2 – 2 | 2 – 2 | 0 – 1 | 2 – 2 | 2 – 1 |       | 1 – 3 | 2 – 1 | 1 – 3 |
| VSV             | 1 – 3 | 1 – 1 | 3 – 0 | 3 – 0  | 2 – 1 | 0 – 1 | 0 – 1 | 0 – 1 | 2 – 3 | 1 – 1 | 3 – 1 | 1 – 1 | 1 – 2 |       | 4 – 1 | 2 – 1 |
| Wageningen      | 3 – 1 | 2 – 2 | 1 – 2 | 0 – 0  | 3 – 3 | 4 – 3 | 1 – 1 | 2 – 2 | 6 – 4 | 0 – 2 | 2 – 3 | 1 – 1 | 4 – 1 | 6 – 1 |       | 2 – 2 |
| Xerxes          | 1 – 0 | 1 – 4 | 1 – 1 | 2 – 1  | 0 – 1 | 0 – 3 | 3 – 1 | 3 – 3 | 3 – 1 | 1 – 1 | 1 – 0 | 0 – 0 | 3 – 1 | 3 – 2 | 3 – 2 |       |

### Topscorers
| #   | Naam                 | Club        | Goal |
| --- | -------------------- | ----------- | ---- |
| 1.  | Carol Schuurman      | ADO         | 28   |
| 2.  | Lex Rijnvis          | ADO         | 27   |
| 3.  | Piet Kaas            | Alkmaar '54 | 26   |
| 4.  | Kees Hendriks        | Xerxes      | 25   |
| 4.  | Wout Heinen          | HVC         | 25   |
| 6.  | Charley van de Weerd | Wageningen  | 21   |
| 7.  | Klaas Smit           | Alkmaar '54 | 17   |
| 8.  | Piet Groeneveld      | Haarlem     | 16   |
| 8.  | Henk Könemann        | SVV         | 16   |
| 10. | Lout Vreeken         | Haarlem     | 15   |

## Eerste divisie B

### Deelnemende teams
| Club         | Plaats      | Accommodatie        | Capaciteit | Trainer                              |
| ------------ | ----------- | ------------------- | ---------- | ------------------------------------ |
| AGOVV        | Apeldoorn   | Berg & Bos          | 20.000     | Ben Tap                              |
| Blauw-Wit    | Amsterdam   | Olympisch Stadion   | 65.000     | Cor Sluijk                           |
| D.F.C.       | Dordrecht   | Krommedijk          | 12.000     | Ludwig Veg                           |
| EBOH         | Dordrecht   | Zuidendijk          | 8.500      | Wim Molenveld Richard Dombi          |
| EDO          | Haarlem     | Noordersportpark    | 10.000     | Piet Kluit                           |
| Excelsior    | Rotterdam   | Woudestein          | 11.000     | Bob Janse                            |
| Fortuna      | Vlaardingen | Floreslaan          | 12.000     | Rinus Smits                          |
| Helmond      | Helmond     | Houtsdonk           | 8.500      | Ron Dellow                           |
| Hermes DVS   | Schiedam    | Damlaan             | 14.000     | Wim de Smit Hugo van der Moer (a.i.) |
| RCH          | Heemstede   | Sportparklaan       | 18.000     | Leslie Talbot                        |
| Rigtersbleek | Enschede    | Heekstraat          | 12.000     | Ernie Robinson                       |
| SHS          | Den Haag    | Houtrust            | 25.000     | Kees van Dijke                       |
| Sittardia    | Sittard     | Sittardia-terrein   | 17.000     | Frans Debruijn                       |
| Stormvogels  | Velsen      | Schoonenberg        | 18.000     | Arie Rentenaar                       |
| Vitesse      | Arnhem      | Nieuw-Monnikenhuize | 18.000     | Joseph Gruber                        |
| Volendam     | Volendam    | Julianastraat       | 15.000     | Leen van Woerkom                     |

### Eindstand
| pos | club         | gs | w  | g  | v  | pnt | dv | dt | ds  |
| --- | ------------ | -- | -- | -- | -- | --- | -- | -- | --- |
| 1.  | Blauw-Wit    | 30 | 22 | 3  | 5  | 47  | 74 | 30 | 44  |
| 2.  | Stormvogels  | 30 | 19 | 7  | 4  | 45  | 68 | 38 | 30  |
| 3.  | D.F.C.       | 30 | 15 | 8  | 7  | 38  | 66 | 49 | 17  |
| 4.  | Volendam     | 30 | 14 | 7  | 9  | 35  | 69 | 50 | 19  |
| 5.  | RCH          | 30 | 12 | 11 | 7  | 35  | 49 | 38 | 11  |
| 6.  | Sittardia    | 30 | 13 | 6  | 11 | 32  | 64 | 50 | 14  |
| 7.  | Vitesse      | 30 | 11 | 9  | 10 | 31  | 52 | 41 | 11  |
| 8.  | Hermes DVS   | 30 | 12 | 7  | 11 | 31  | 62 | 58 | 4   |
| 9.  | Excelsior    | 30 | 7  | 15 | 8  | 29  | 36 | 41 | -5  |
| 10. | SHS          | 30 | 9  | 10 | 11 | 28  | 58 | 59 | -1  |
| 11. | Helmond      | 30 | 11 | 4  | 15 | 26  | 53 | 64 | -11 |
| 12. | Rigtersbleek | 30 | 8  | 10 | 12 | 26  | 48 | 65 | -17 |
| 13. | EDO          | 30 | 8  | 6  | 16 | 22  | 47 | 71 | -24 |
| 14. | Fortuna      | 30 | 7  | 7  | 16 | 21  | 42 | 63 | -21 |
| 15. | AGOVV        | 30 | 8  | 5  | 17 | 21  | 46 | 70 | -24 |
| 16. | EBOH         | 30 | 3  | 7  | 20 | 13  | 30 | 77 | -47 |

### Legenda
| Kleur | Kwalificatie voor                 |
| ----- | --------------------------------- |
|       | Promotie naar de Eredivisie       |
|       | Degradatie naar de Tweede divisie |

### Uitslagen
|              | AGO   | BLW   | DFC   | EBO   | EDO   | EXC   | FVL   | HVV   | DVS   | RCH   | RIG   | SHS   | SIT   | STO   | VIT   | VOL   |
| ------------ | ----- | ----- | ----- | ----- | ----- | ----- | ----- | ----- | ----- | ----- | ----- | ----- | ----- | ----- | ----- | ----- |
| AGOVV        |       | 1 – 8 | 1 – 3 | 2 – 0 | 6 – 4 | 0 – 0 | 3 – 2 | 5 – 0 | 1 – 3 | 3 – 0 | 2 – 1 | 2 – 1 | 0 – 0 | 2 – 2 | 0 – 1 | 3 – 2 |
| Blauw-Wit    | 3 – 1 |       | 1 – 0 | 3 – 0 | 2 – 0 | 2 – 0 | 0 – 0 | 3 – 0 | 4 – 1 | 2 – 1 | 2 – 0 | 0 – 2 | 3 – 2 | 2 – 0 | 1 – 0 | 5 – 1 |
| D.F.C.       | 4 – 1 | 3 – 2 |       | 5 – 1 | 4 – 0 | 2 – 0 | 3 – 1 | 2 – 1 | 3 – 2 | 0 – 0 | 2 – 2 | 1 – 0 | 1 – 2 | 3 – 3 | 0 – 0 | 3 – 1 |
| EBOH         | 2 – 1 | 0 – 2 | 1 – 2 |       | 3 – 4 | 1 – 1 | 0 – 3 | 0 – 3 | 1 – 3 | 0 – 2 | 0 – 0 | 1 – 1 | 3 – 0 | 1 – 1 | 1 – 4 | 2 – 2 |
| EDO          | 3 – 1 | 3 – 2 | 1 – 4 | 4 – 2 |       | 3 – 3 | 2 – 0 | 0 – 2 | 0 – 3 | 2 – 1 | 3 – 3 | 2 – 4 | 0 – 0 | 0 – 1 | 1 – 0 | 0 – 1 |
| Excelsior    | 5 – 3 | 1 – 1 | 2 – 1 | 2 – 0 | 2 – 2 |       | 2 – 1 | 2 – 1 | 0 – 0 | 2 – 2 | 1 – 1 | 0 – 4 | 0 – 0 | 1 – 1 | 1 – 2 | 0 – 3 |
| Fortuna      | 4 – 1 | 2 – 4 | 1 – 1 | 2 – 1 | 4 – 2 | 1 – 1 |       | 1 – 2 | 1 – 2 | 2 – 1 | 1 – 3 | 1 – 4 | 0 – 3 | 0 – 0 | 1 – 1 | 0 – 2 |
| Helmond      | 3 – 1 | 1 – 3 | 0 – 0 | 0 – 2 | 3 – 0 | 1 – 0 | 4 – 2 |       | 3 – 3 | 2 – 2 | 5 – 2 | 4 – 1 | 1 – 0 | 0 – 2 | 1 – 2 | 2 – 5 |
| Hermes DVS   | 3 – 0 | 1 – 0 | 2 – 4 | 4 – 0 | 2 – 2 | 3 – 1 | 2 – 4 | 3 – 2 |       | 1 – 1 | 2 – 2 | 1 – 3 | 5 – 2 | 0 – 3 | 3 – 1 | 5 – 3 |
| RCH          | 2 – 1 | 2 – 5 | 3 – 1 | 4 – 1 | 2 – 1 | 1 – 1 | 4 – 0 | 3 – 0 | 3 – 0 |       | 2 – 0 | 0 – 0 | 1 – 0 | 0 – 2 | 2 – 1 | 2 – 2 |
| Rigtersbleek | 1 – 1 | 1 – 2 | 0 – 0 | 2 – 1 | 3 – 2 | 0 – 2 | 7 – 2 | 4 – 2 | 3 – 3 | 0 – 2 |       | 3 – 2 | 3 – 2 | 0 – 2 | 2 – 1 | 0 – 4 |
| SHS          | 3 – 1 | 3 – 4 | 4 – 4 | 2 – 2 | 0 – 1 | 1 – 1 | 3 – 0 | 2 – 2 | 1 – 1 | 1 – 1 | 3 – 3 |       | 0 – 3 | 2 – 4 | 4 – 3 | 2 – 0 |
| Sittardia    | 2 – 2 | 1 – 2 | 3 – 1 | 6 – 2 | 1 – 1 | 0 – 2 | 2 – 2 | 5 – 4 | 4 – 2 | 3 – 0 | 4 – 0 | 4 – 3 |       | 1 – 4 | 1 – 2 | 3 – 0 |
| Stormvogels  | 3 – 1 | 1 – 5 | 4 – 3 | 5 – 0 | 2 – 1 | 3 – 2 | 0 – 2 | 4 – 1 | 2 – 1 | 2 – 2 | 7 – 0 | 1 – 1 | 2 – 4 |       | 1 – 0 | 2 – 1 |
| Vitesse      | 1 – 0 | 1 – 1 | 6 – 1 | 5 – 0 | 6 – 3 | 0 – 0 | 1 – 1 | 0 – 1 | 3 – 1 | 1 – 1 | 1 – 1 | 4 – 1 | 0 – 5 | 1 – 2 |       | 1 – 1 |
| Volendam     | 4 – 0 | 1 – 0 | 4 – 5 | 2 – 2 | 4 – 0 | 1 – 1 | 2 – 1 | 5 – 2 | 1 – 0 | 2 – 2 | 2 – 1 | 5 – 0 | 4 – 1 | 1 – 2 | 3 – 3 |       |

### Topscorers
| #  | Naam               | Club        | Goal |
| -- | ------------------ | ----------- | ---- |
| 1. | Dick Tol           | Volendam    | 35   |
| 2. | Jan van Geen       | SHS         | 29   |
| 3. | Jaap Duivenvoorden | EDO         | 21   |
| 4. | Mais Hanskamp      | AGOVV       | 20   |
| 4. | Henk Groot         | Stormvogels | 20   |
| 6. | Piet Koekebakker   | Blauw-Wit   | 19   |
| 7. | Toon de Boer       | Stormvogels | 17   |
| 7. | Lodewijk van Braam | RCH         | 17   |
| 7. | Harie Ehlen        | Sittardia   | 17   |
| 7. | Piet Meeusen       | D.F.C.      | 17   |

Eerste klasse

1955/56

Eerste divisie

1956/57 · 1957/58 · 1958/59 · 1959/60 · 1960/61 · 1961/62 · 1962/63 · 1963/64 · 1964/65 · 1965/66 · 1966/67 · 1967/68 · 1968/69 · 1969/70 · 1970/71 · 1971/72 · 1972/73 · 1973/74 · 1974/75 · 1975/76 · 1976/77 · 1977/78 · 1978/79 · 1979/80 · 1980/81 · 1981/82 · 1982/83 · 1983/84 · 1984/85 · 1985/86 · 1986/87 · 1987/88 · 1988/89 · 1989/90 · 1990/91 · 1991/92 · 1992/93 · 1993/94 · 1994/95 · 1995/96 · 1996/97 · 1997/98 · 1998/99 · 1999/00 · 2000/01 · 2001/02 · 2002/03 · 2003/04 · 2004/05 · 2005/06 · 2006/07 · 2007/08 · 2008/09 · 2009/10 · 2010/11 · 2011/12 · 2012/13 · 2013/14 · 2014/15 · 2015/16 · 2016/17 · 2017/18 · 2018/19 · 2019/20 · 2020/21 · 2021/22 · 2022/23 · 2023/24 · 2024/25

Eredivisie · Eerste divisie · Johan Cruijff Schaal · KNVB Beker · Play-offs